# Hjorthede Sogn
Hjorthede Sogn er et sogn i Viborg Østre Provsti (Viborg Stift).
I 1800-tallet var Lee Sogn og Hjorthede Sogn annekser til Hjermind Sogn. Alle 3 sogne hørte til Middelsom Herred i Viborg Amt. Hjermind-Lee-Hjorthede sognekommune gik i begyndelsen af 1950'erne ind i den nyoprettede Bjerringbro sognekommune. Den blev ved kommunalreformen i 1970 kernen i Bjerringbro Kommune, som ved strukturreformen i 2007 blev indlemmet i Viborg Kommune.
I Hjorthede Sogn ligger Hjorthede Kirke.
I sognet findes følgende autoriserede stednavne:
- Hjorthede (bebyggelse, ejerlav)
- Hjorthede Hede (bebyggelse)
- Ilsø (bebyggelse)